# Малий Яшнур
Малий Яшну́р (рос. Малый Яшнур, марій. Изи Яшнур) — присілок у складі Медведевського району Марій Ел, Росія. Входить до складу Пекшиксолинського сільського поселення.

## Населення
Населення — 38 осіб (2010; 18 у 2002).
Національний склад (станом на 2002 рік):
- марійці — 72 %
- лучні марійці — 28 %